# برج اسپاسکایا
برج اسپاسکایا (به روسی: Спасская башня) برج اصلی دیوار شرقی کرملین است که از میدان سرخ دیده می‌شود. این برج توسط یک معمار ایتالیایی به‌نام پیترو آنتونیو سولاری در سال ۱۴۹۱ میلادی بنیان‌نهاده شد.